# Lütke Namens
Lütke Namens oder auch lateinisch Ludolphus Naamani genannt (* 1497 vermutlich in Nordfriesland; † 31. Dezember 1574 in Flensburg) war ein niederdeutschsprachiger Theologe und Franziskaner dänischer Nationalität, der Streitschriften gegen die Reformation verfasste.

## Leben

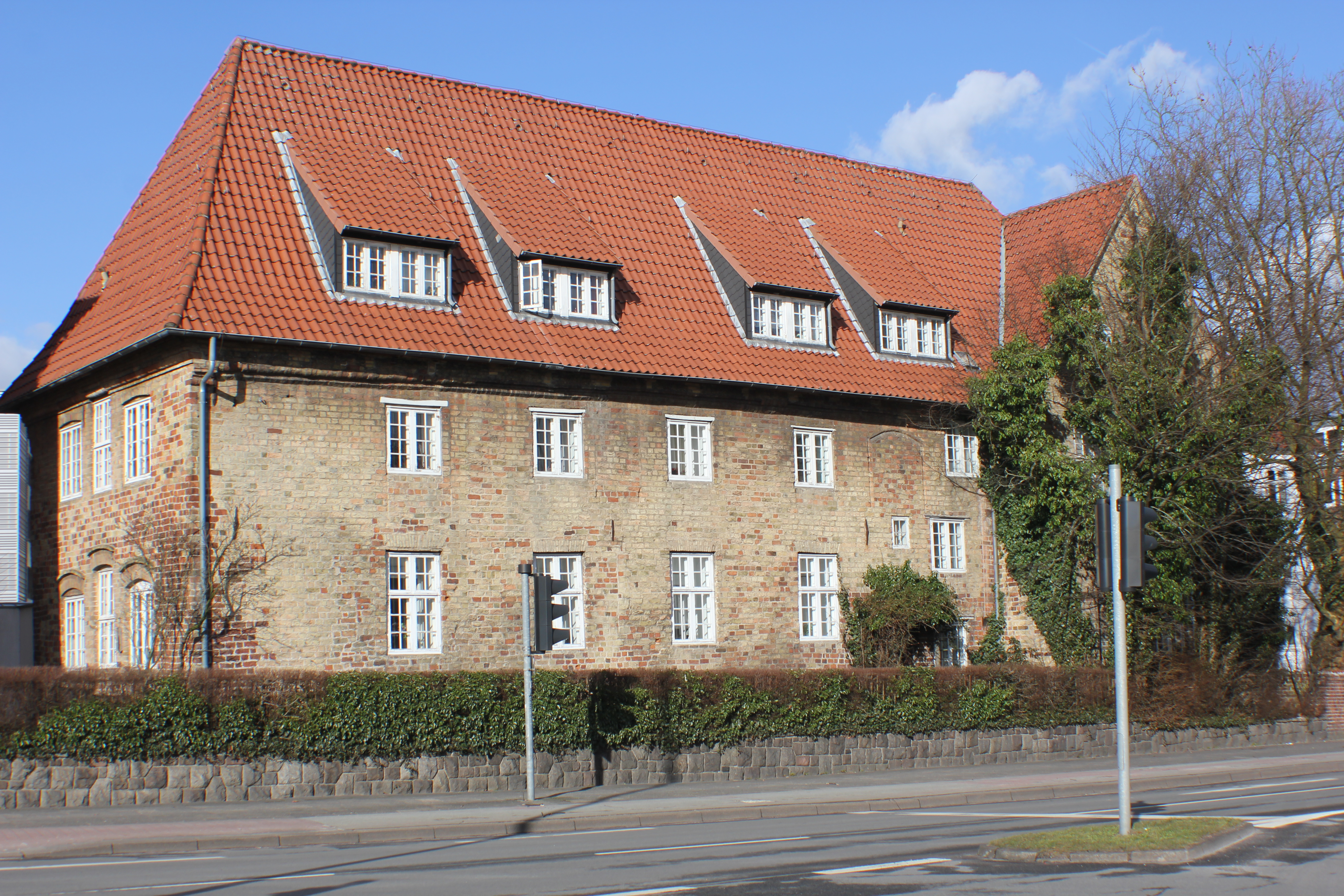
Das Franziskanerkloster Flensburg (2014); unweit des Standortes, wo sich früher das Alte Gymnasium (Flensburg) befand

Als erster Sohn des reichen und gläubigen Ratsherrn Namen Janssen genoss er eine sehr gute Ausbildung. Er trat in das Franziskanerkloster Flensburg ein, in dem sein Vater seit 1520 Prokurator war. 1526 bis 1528 studierte er in Paris an der Sorbonne. Als er nach dem Studium nach Flensburg zurückkehrte, war er ein gebildeter Mann, der außer dem Niederdeutschen, der Sprache, die damals in Flensburg primär gesprochen wurde, Friesisch und Dänisch, Latein, Griechisch und Hebräisch beherrschte.
Namens mochte sich mit der Schließung seines Klosters nicht abfinden und wurde im Glaubensstreit der Stadt verwiesen. Er ging in die Klöster Ripen und Nysted, bis auch diese aufgelassen wurden. Nun auch des Landes verwiesen, fand er im Franziskanerkloster Schwerin Aufnahme. Dort ernannte ihn 1538 der letzte Provinzialminister Jacobus de Dacia zu seinem Kommissar und überließ ihm damit die Verantwortung für die Ordensprovinz Dacia (Dänemark). Jedoch durfte er erst 1544 unter der Auflage, „das mönchische Leben zu lassen und in weltlicher Art der Kleidung“ zu leben, auf Erlass des dänischen Königs Christian III. wieder nach Flensburg zurückkehren. Aus Gewissensgründen ging er aber schon 1545 wieder in das katholische Rheinland, wo er bis 1555 blieb. Erst als es Ordensmännern erlaubt wurde, in der jetzt evangelischen dänischen Ordensprovinz zu leben, ging er nach Flensburg zurück.

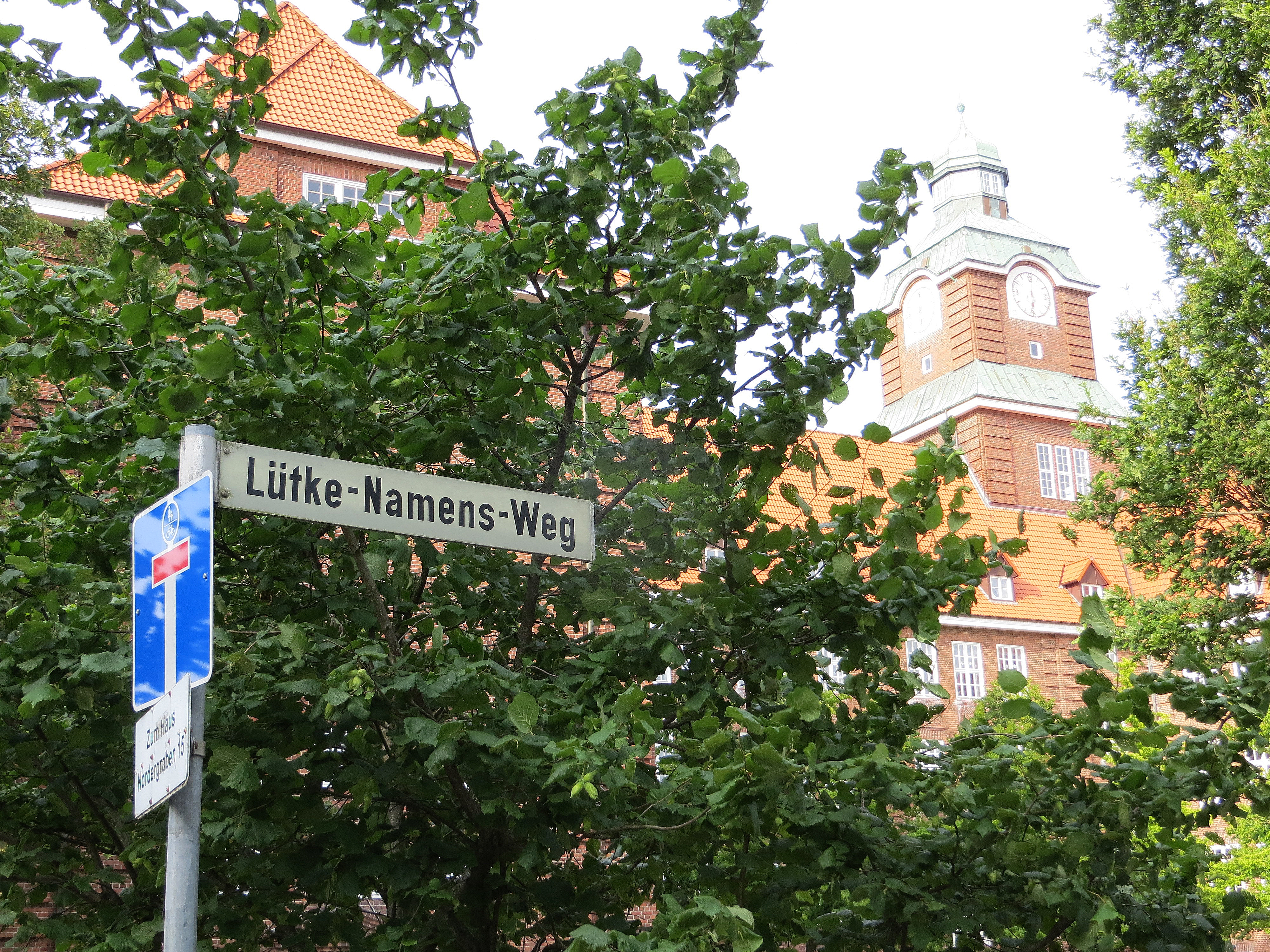
Straßenschild Lütke-Namens-Weg beim Alten Gymnasium (Flensburg)

Lütke Namens übersetzte Schriften aus dem Lateinischen ins Niederdeutsche, besonders von spätmittelalterlichen Mystikern wie Johannis Gerson, Thomas a Kempis und Heinrich Seuse. Er schrieb Streitschriften gegen Luther in, wie damals üblich, äußerst grober Form (z. B. Jegen der martinischen Lere). Später verfasste er mit wissenschaftlicher Akribie Bücher gegen das Evangelion Martini Luthers. Er beschäftigte sich mit der gesamten neuen lutherischen Kirchenlehre und versuchte, die katholische Tradition zu verteidigen. Der Biograph Georg Lau (in Der Franziskanermönch Ludolphus Naamani) hebt Bruder Lütke auf die Stufe des dänischen Reformkatholiken Poul Helgesen. Sein Hauptwerk, der Codex (1542–1547) wurde nie gedruckt, da den sogenannten Altgläubigen dieses wahrscheinlich verboten wurde.
Als 1566 Geld für eine neue Lateinschule nach dem Vorbild der Domschule Schleswig gesucht wurde, konnte Lütke Namens als Stifter geworben werden. Der Rektor dieser neuen Schule kam von der St.-Nikolai-Schule und der Konrektor aus der St.-Marien-Schule. Aus dieser Lateinschule ging das heutige Alte Gymnasium hervor.
Lütke Namens musste mit ansehen, dass an seiner Schule lutherische Gedanken gelehrt wurden. Er selbst blieb aber bis zu seinem Tode 1574 in stoischem Gleichmut seinem Glauben und seinen Ordenspflichten treu. Lütke Namens wurde auf dem Kirchhof des Klosters in Flensburg begraben. Sein Grabstein ist bis heute erhalten, die Inschrift ist heute jedoch weitgehend unleserlich.
Die wertvolle Bibliothek Namens’ kam über die Bibliothek des Alten Gymnasiums und die Nikolaibibliothek 1991 in die Flensburger Leihverkehrs- und Ergänzungsbibliothek. Der Stadthistoriker Gerhardt Kraack hat erstmals 1984 einen Katalog dieser Bibliothek veröffentlicht.